# Eucoptocnemis obvia
Eucoptocnemis obvia là một loài bướm đêm trong họ Noctuidae.